# John Carmichael Haynes
Pour les articles homonymes, voir Carmichael et Haynes.
Cet article possède des paronymes, voir John Carmichael et John Haynes.
John Carmichael Haynes (6 juillet 1831-6 juillet 1888) est un juge et fonctionnaire en Colombie-Britannique durant la période coloniale et post-confédération.

## Biographie
Né à Landscape dans le comté de Cork en Irlande, Haynes arrive à Victoria dans la colonie de la Colombie-Britannique en passant par le Panama en 1858. Haynes et Thomas Elwyn (en) sont nommés constables spéciaux afin de restaurer l'ordre dans le secteur de Hills Bar en raison des désordres causés par les mineurs d'or. Haynes continue ensuite comme constable à Yale. En 1860, il assiste William George Cox (en) à Rock Creek (en) à la limite de la frontière avec les États-Unis. Plus tard durant la même années, Cox envoie Haynes dans le Similkameen Country (en) pour y ouvrir un poste frontière. En 1864, il se rend aux abords du lac Osoyoos et devient receveur adjoint des douanes l'année suivante. En 1864, il travaille comme juge de paix et assistant Gold commissioner (en) dans le district de Kootenay Land (en). 
Nommé au conseil législatif (en) de la nouvelle colonie de la Colombie-Britannique en 1864, il sert aussi brièvement comme juge de district à French Creek en 1866. 
En 1870, il est envoyé à Wild Horse Creek (en) pour travailler comme magistrat et juge de district. Malgré ses plaintes concernant son salaire, il demeure en poste jusqu'en 1872. Il retourne ensuite à Osoyoos pour travailler comme juge de paix et agent fédéral des douanes.
Hayes acquiert 20 000 acres de terres autour du lac Osoyoos et installe d'abord une écurie qui devient éventuellement une étable de 4 200 vaches.
Haynes meurt à Princeton en juillet 1888 à l'âge de 57 ans.

## Hommages
Le parc provincial Haynes (maintenant parc provincial sw̓iw̓s (en)), ainsi que le ruisseau Haynes sont nommés en sont honneur.